# Naksan sa
Naksan sa (낙산사 Klasztor Potalaka) – koreański klasztor będący dziś docelowym miejscem pielgrzymek.

## Historia klasztoru
Klasztor został założony przez Ŭisanga. Według legendy, w czasie jego medytacji w grocie nad morze, pojawił/a się bodhisattwa Awalokiteśwara, który/a nakazał/a mu wybudowanie tu klasztoru. Ŭisang nazwał tę górę Naksan, co jest koreańskim oddaniem słowa Potalaka, gdzie przebywa Awalokiteśwara. Dzisiaj w miejscu, gdzie medytował Ŭisang znajduje się pawilon Ŭisangdae. Przez jakiś czas był to klasztor związany ze szkołą hwaŏm.
Po raz pierwszy klasztor uległ spaleniu w jakiś czas po śmierci Ŭisanga. W 858 r. mistrz sŏn T'onghyo Pŏmil (810-889) odbudował go. Po raz drugi klasztor został spalony w czasie inwazji mongolskiej na Koreę w XIII wieku. W latach 1467, 1469, 1631 i 1643 z królewskiego rozkazu był rozbudowywany. Częściowemu zniszczeniu uległ w czasie wojny koreańskiej w latach 1950-1953. Duża część klasztoru została zniszczona w czasie pożaru, który wybuchł w otaczającym klasztor lesie 5 kwietnia 2005 r. Restauracja klasztoru została zakończona w 2010 r.

## Ciekawsze obiekty
- Góra Naksan ukoronowana jest granitowym posągiem bodhisattwy współczucia Kwanseŭm Posal (관세음) zwanym Haesugwaneumsang (해수관음입상). Mierzy on 15 metrów wysokości i stoi na prawie 3-metrowej wysokości piedestale. Jest to największa w Azji rzeźba tego typu.
- Pustelnia Hongryŏnam została wybudowana przez Ŭisanga ponad jaskinią. W podłodze znajduje się 10-centymetrowy otwór, przez który widać morze.
- 7-kondygnacyjna stupa Naksansa Ch'ilchŭng Sŏkt'ap (7-kondygnacyjna stupa klasztoru Naksan) została wybudowana w 1467 roku. Jest ona przykładem stylu Goryeo. Znajduje się na jednej kwadratowej podstawie, której boki są wyrzeźbionymi 24 płatkami lotosu. Pierwotnie, tak jak ją wybudował Ŭisang, miała ona trzy kondygnacje. W kilkaset lat później mnich Hagyŏl rozbudował ją do dziewięciu kondygnacji. Jednak w styczniu 1951 r. w czasie walk została uszkodzona. Odbudowano ją w 1953 r. w obecnej postaci[2].

## Adres klasztoru
- 55 Jeonjin-ri, Ganghyeon-myeon, Yangyang, Gangwon-do, Korea Południowa

## Galeria

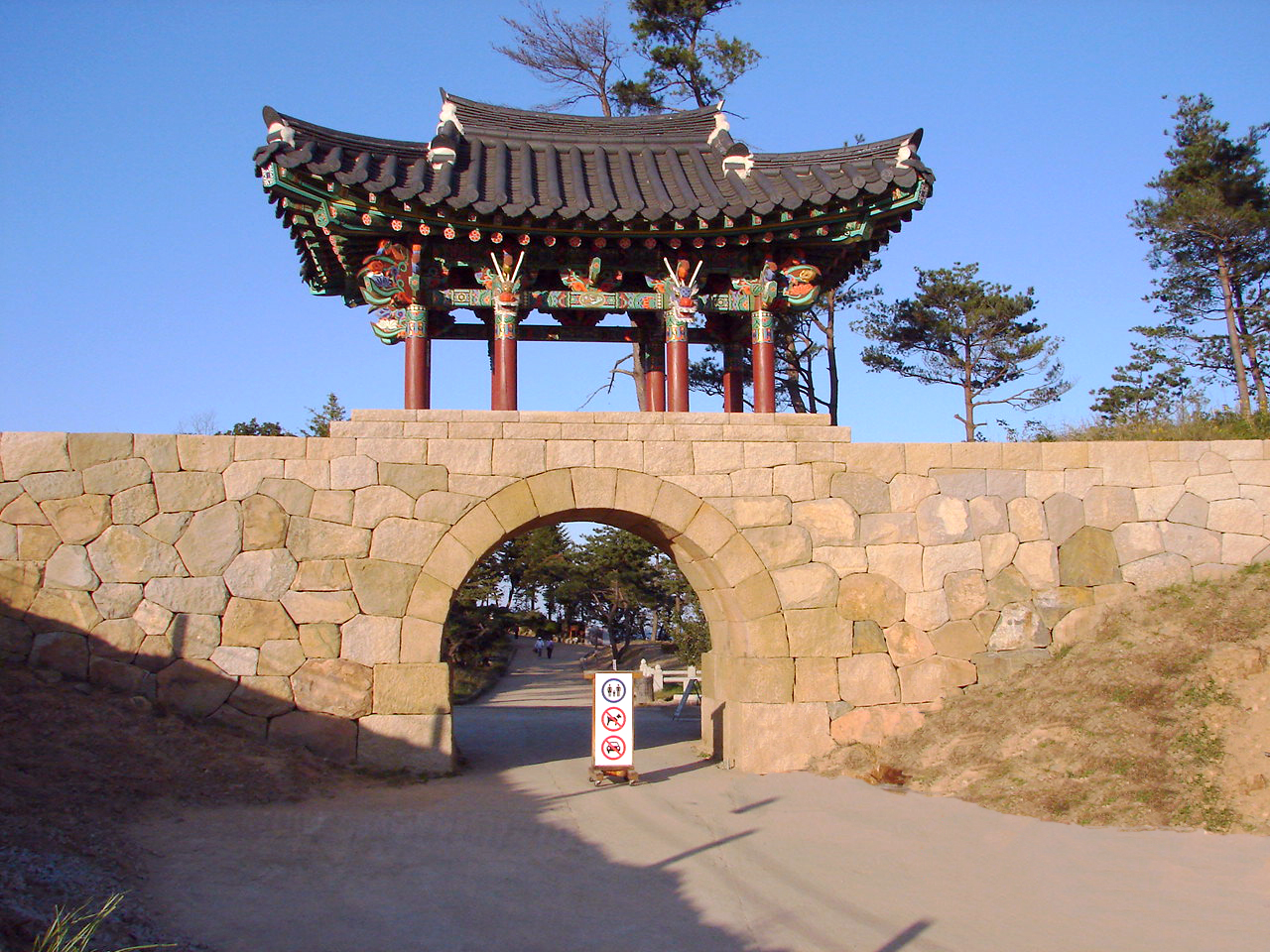
Wejście
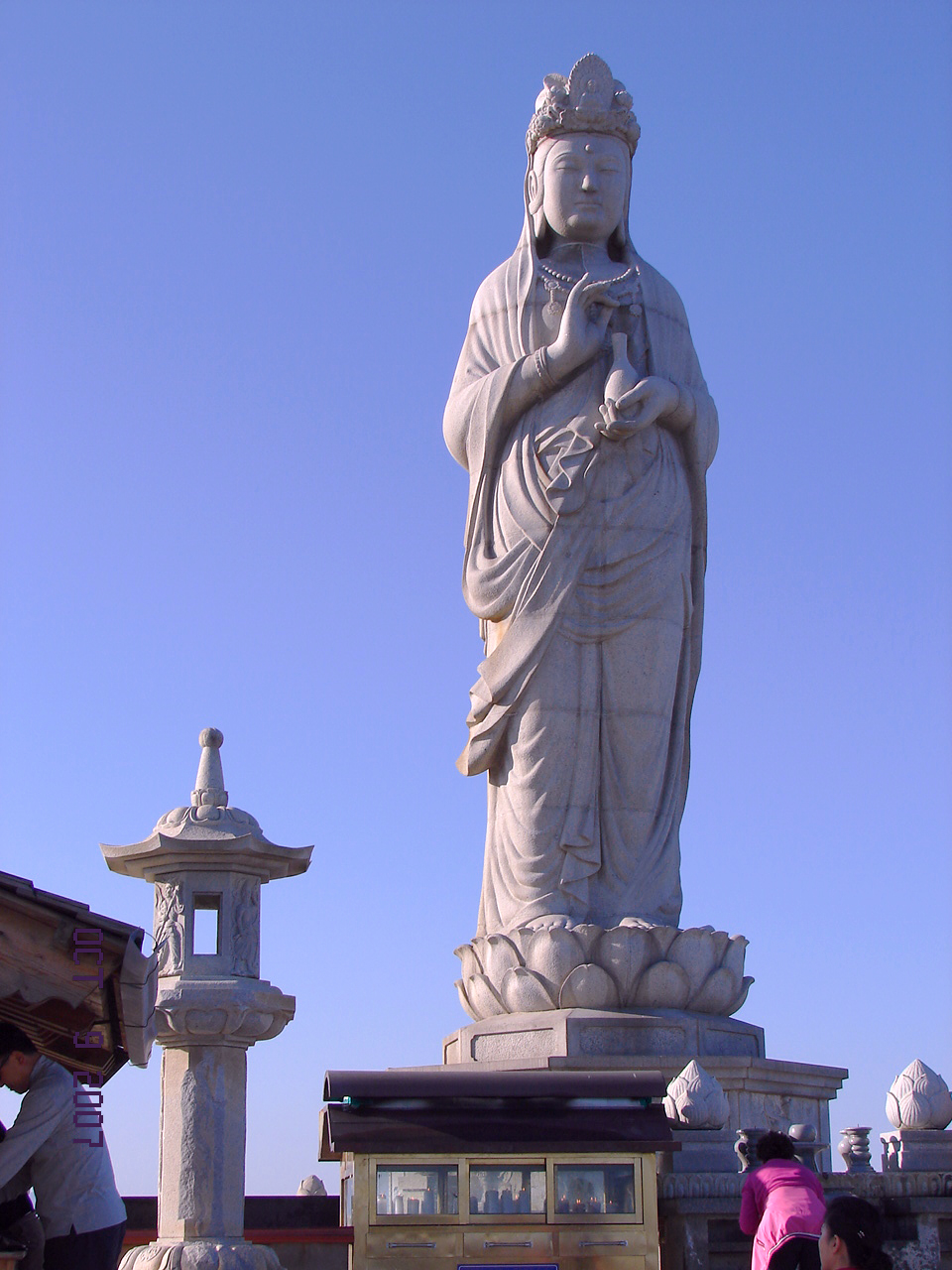
Kwanseŭm Posal
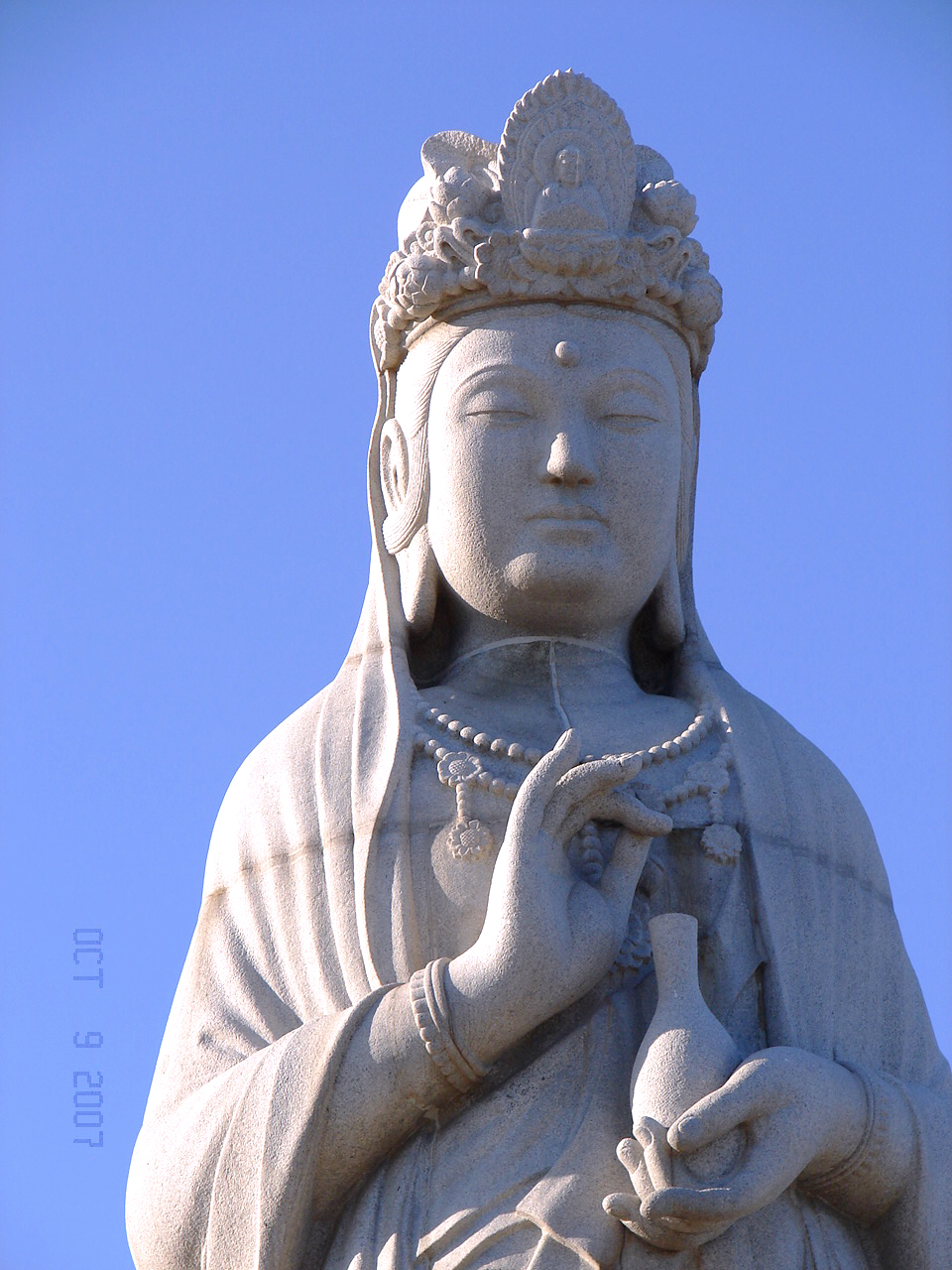
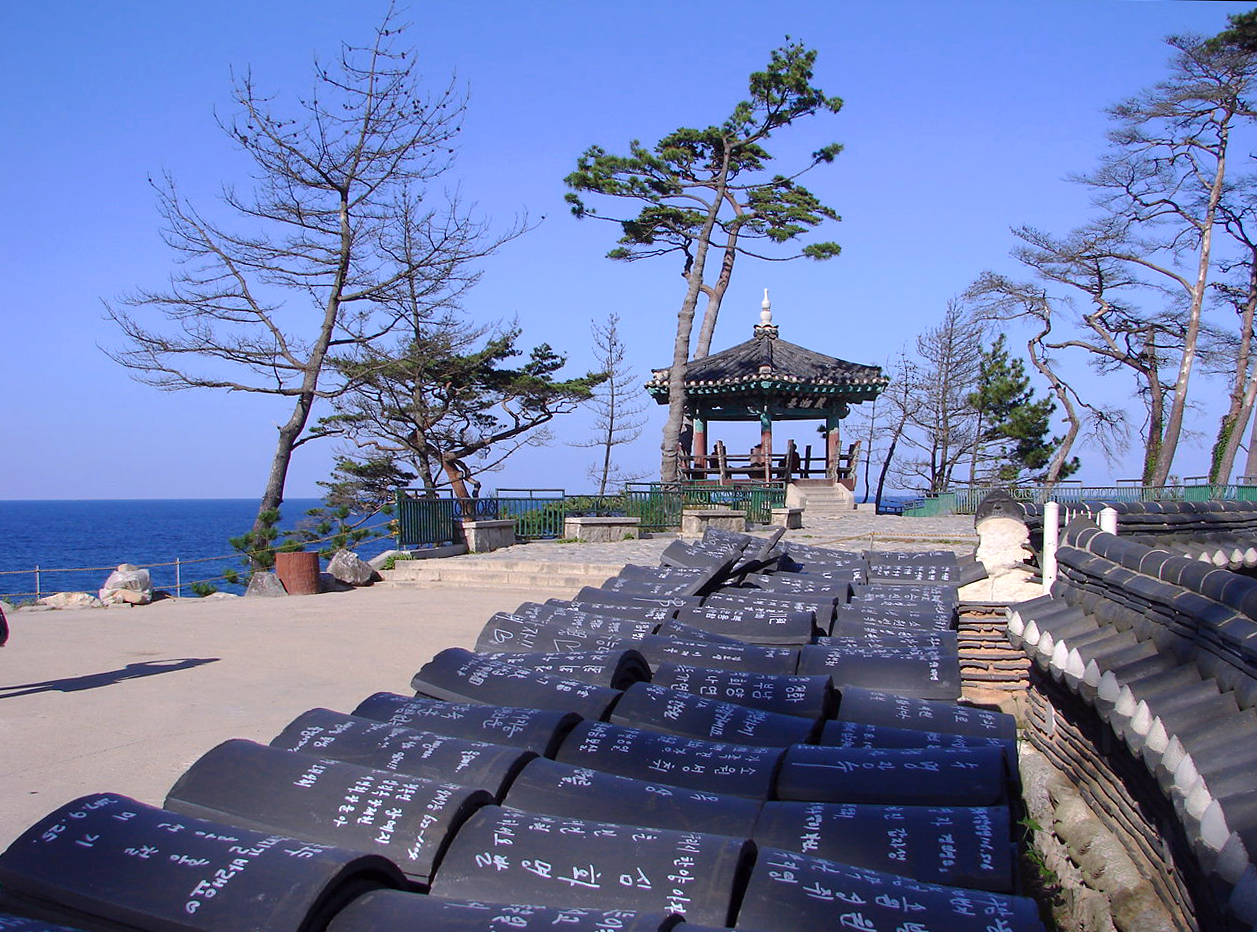
Ŭisangdae
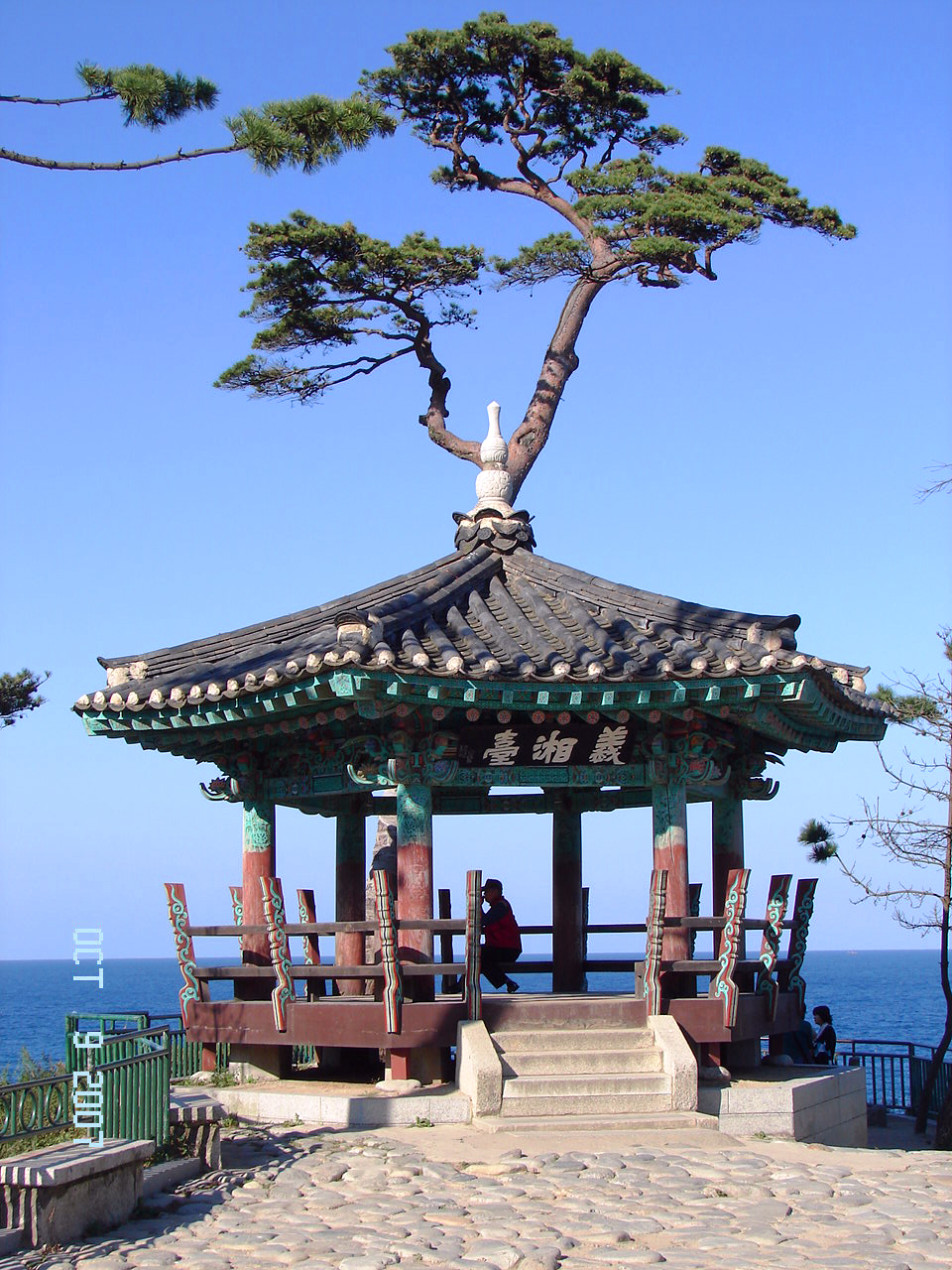
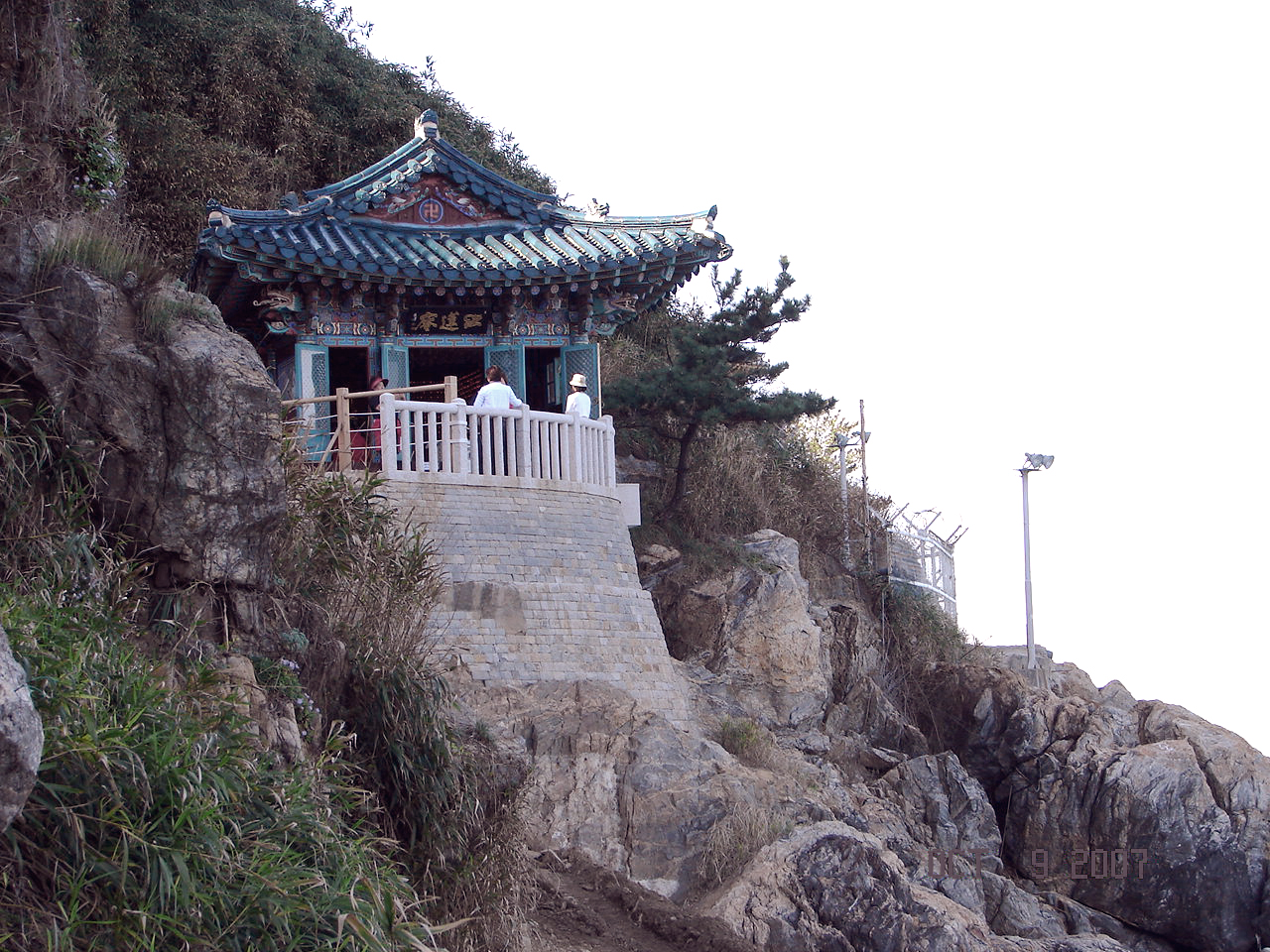
Pustelnia Hongryŏnam
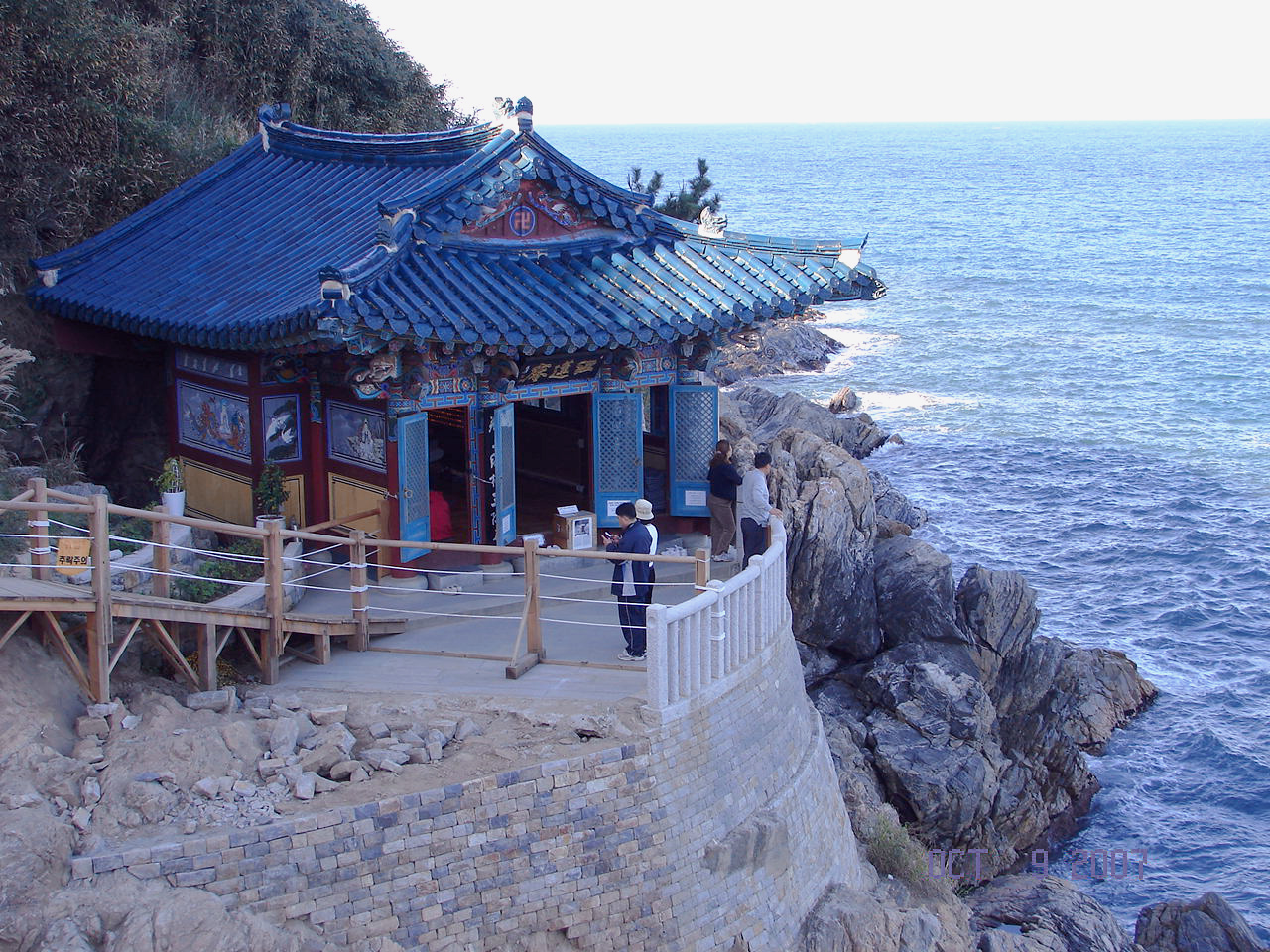
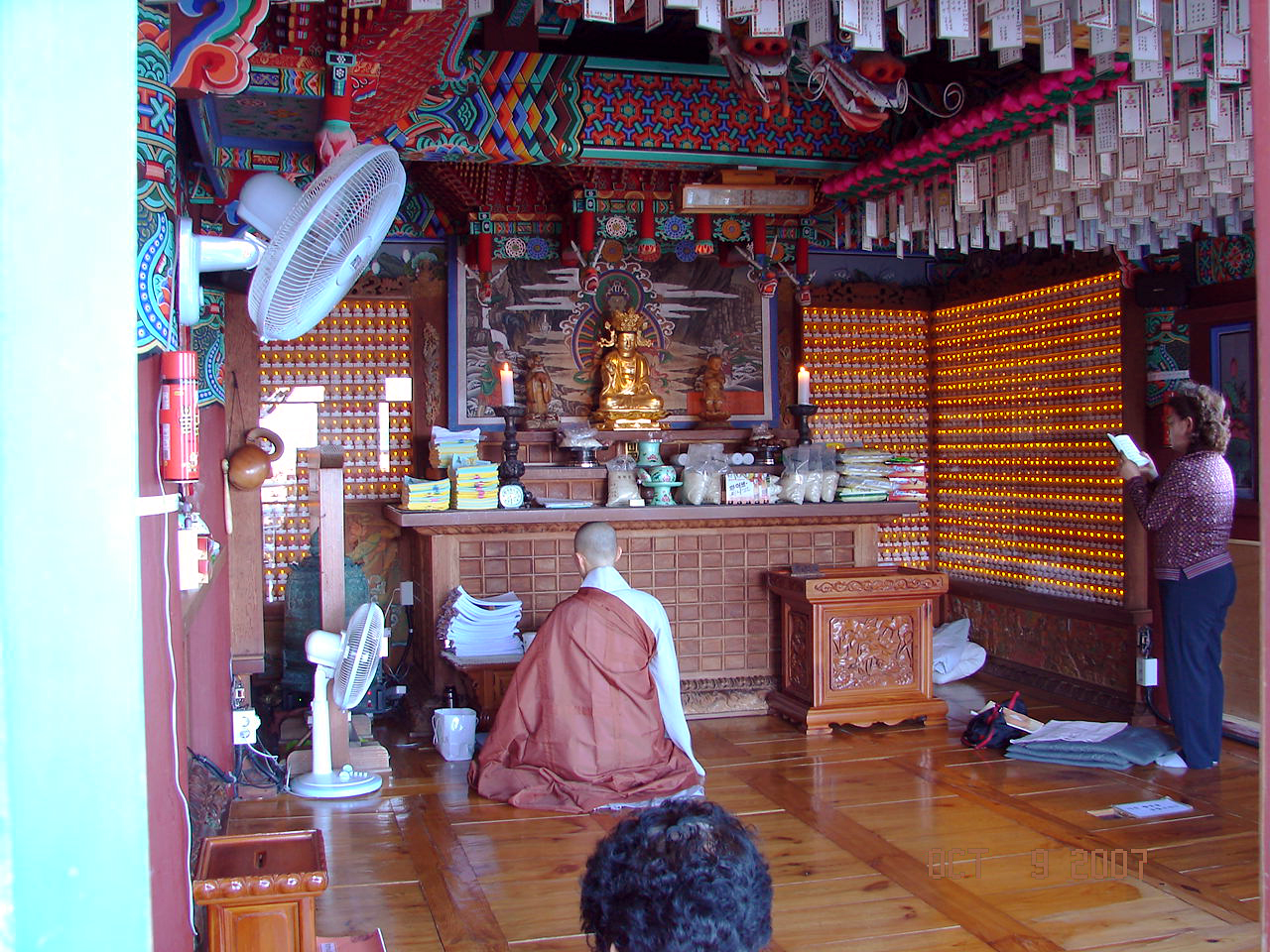
Wnętrze Hongryŏnam
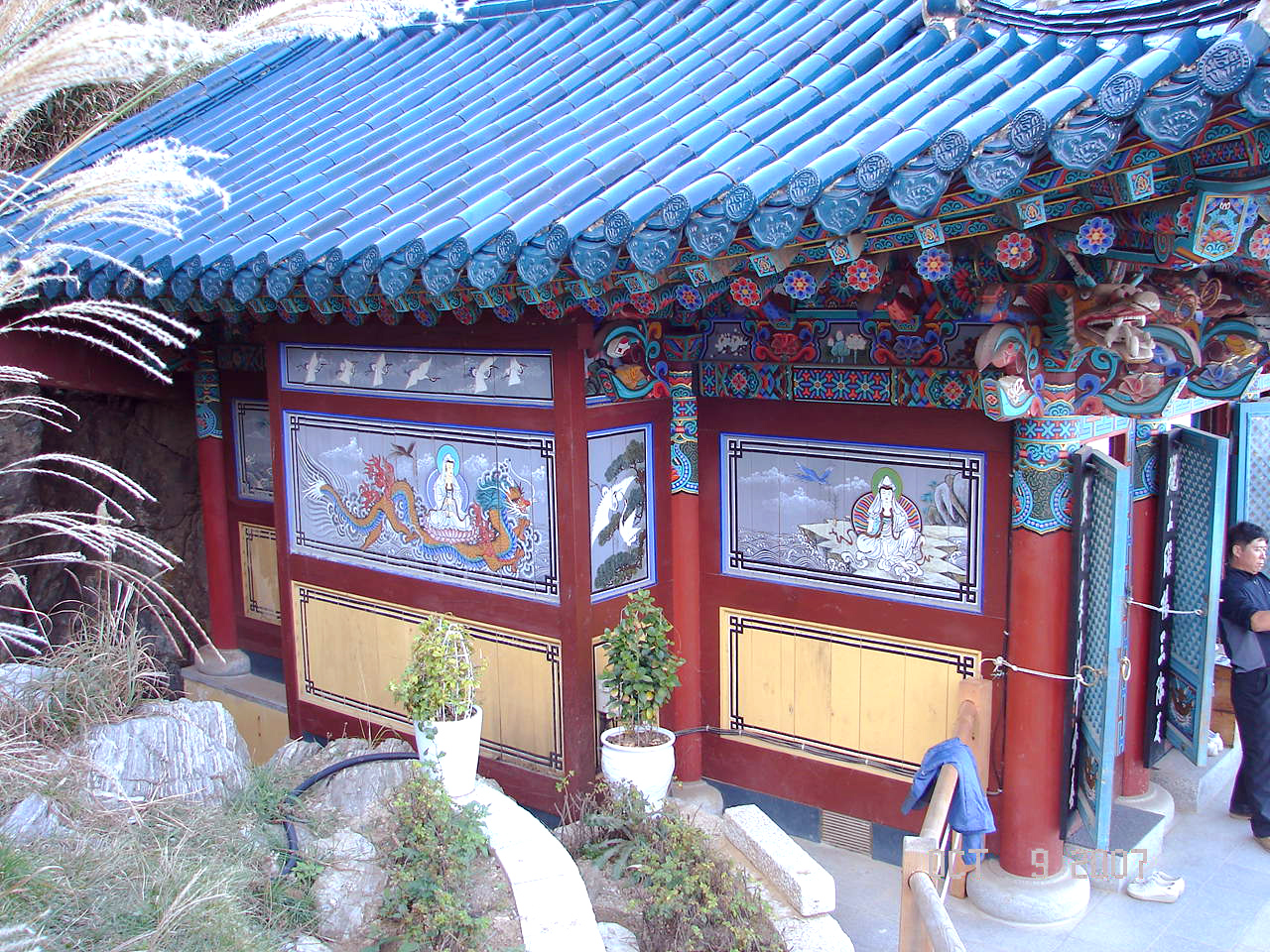
Hongryŏnam
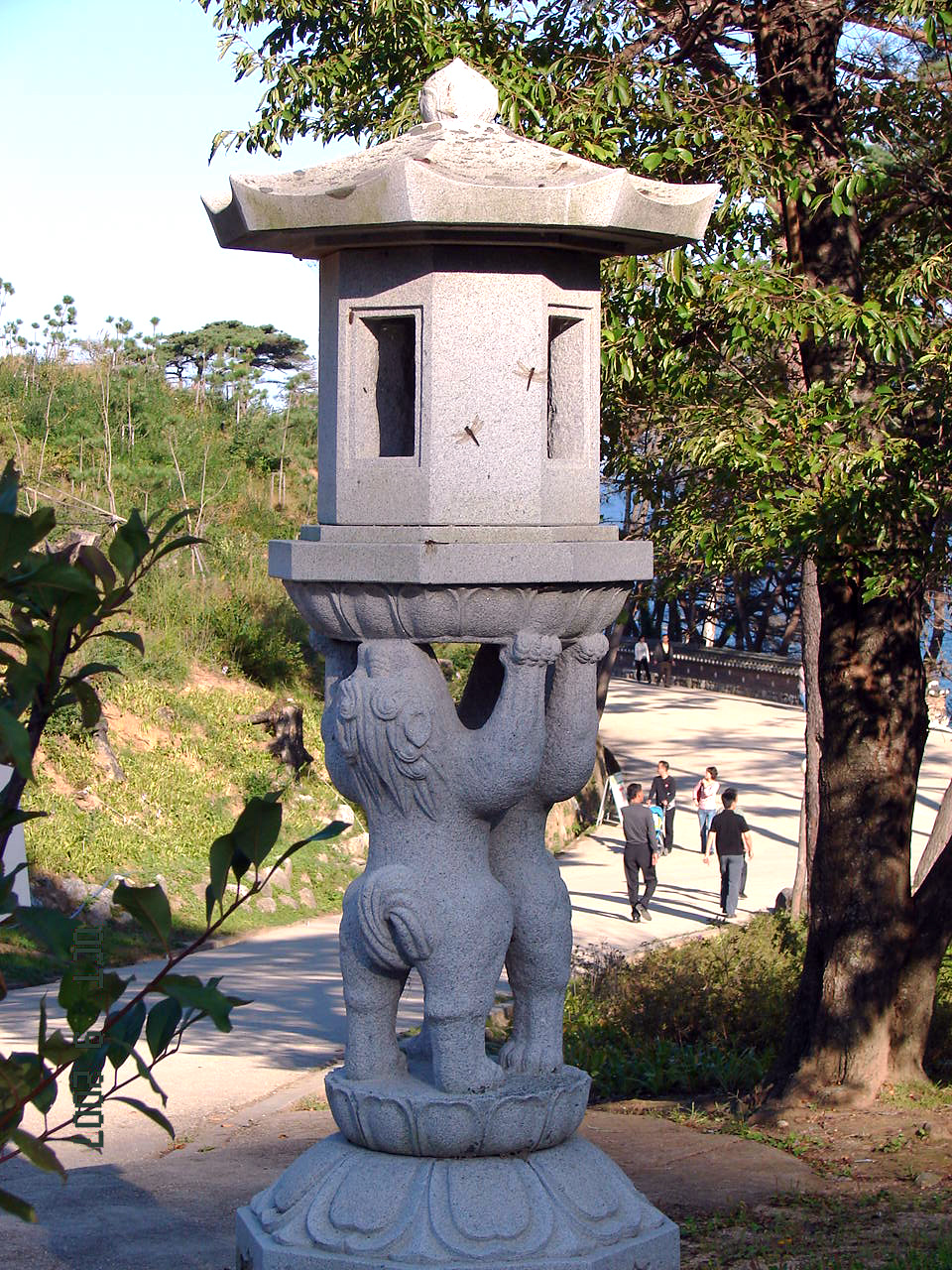
Kamienna latarnia
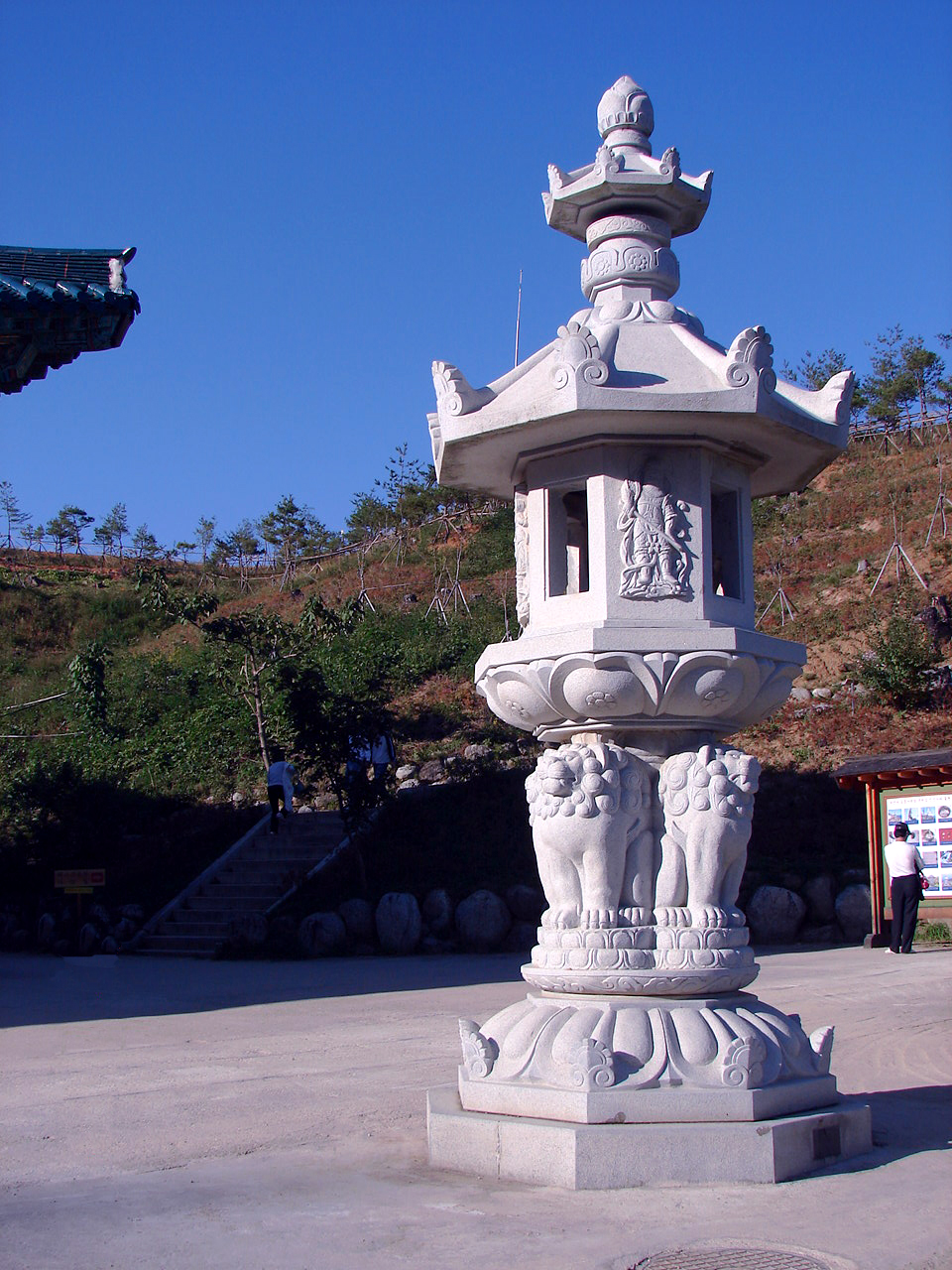
Kamienna latarnia
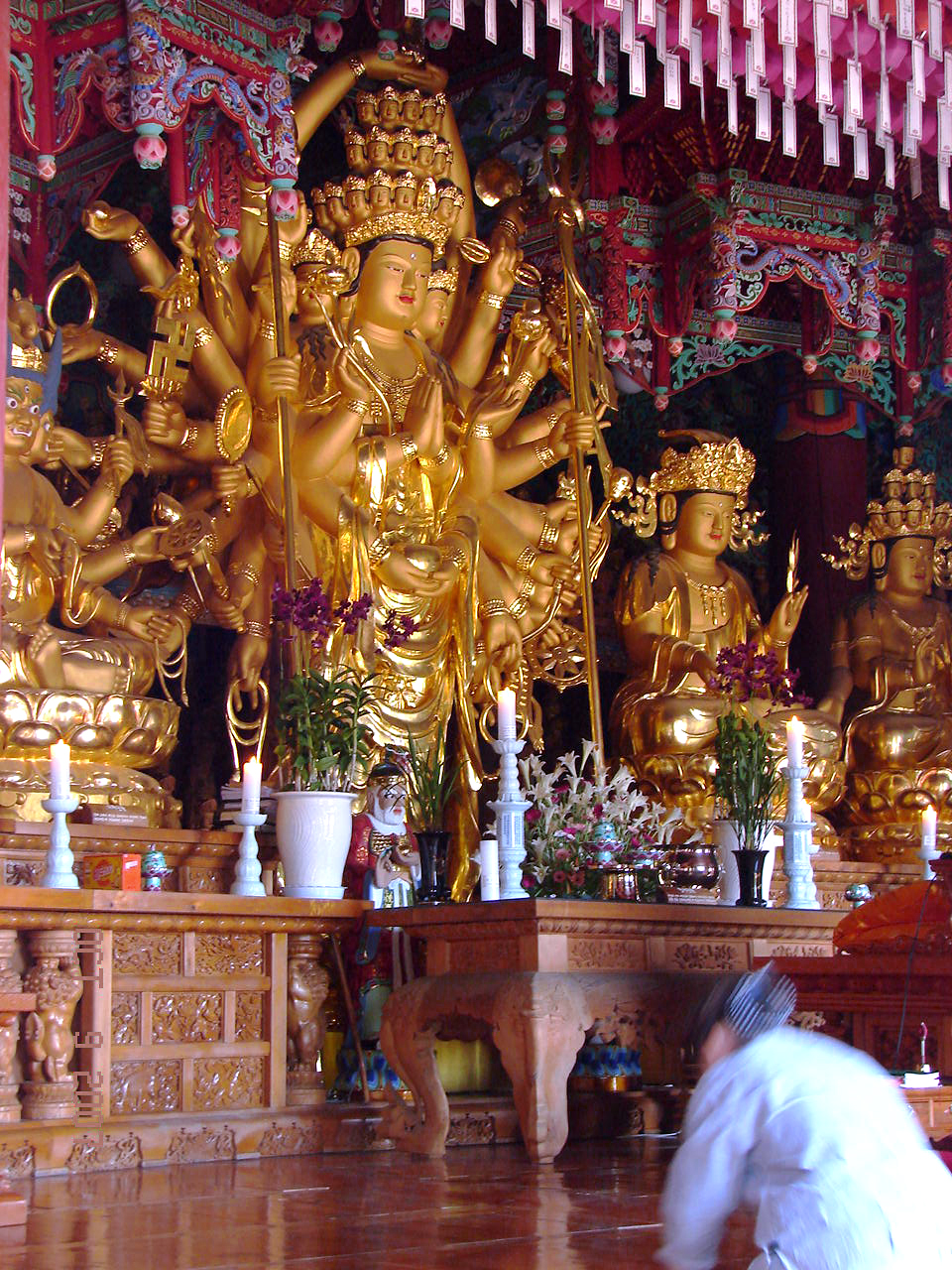
Ołtarz
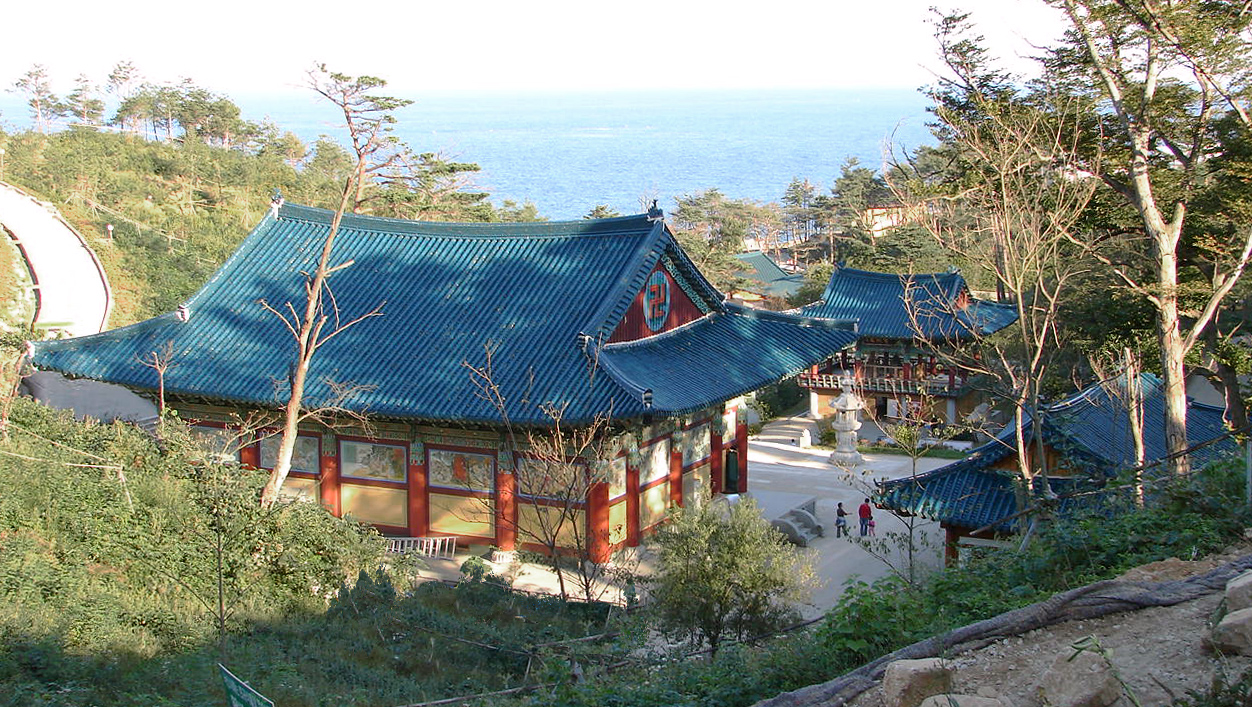
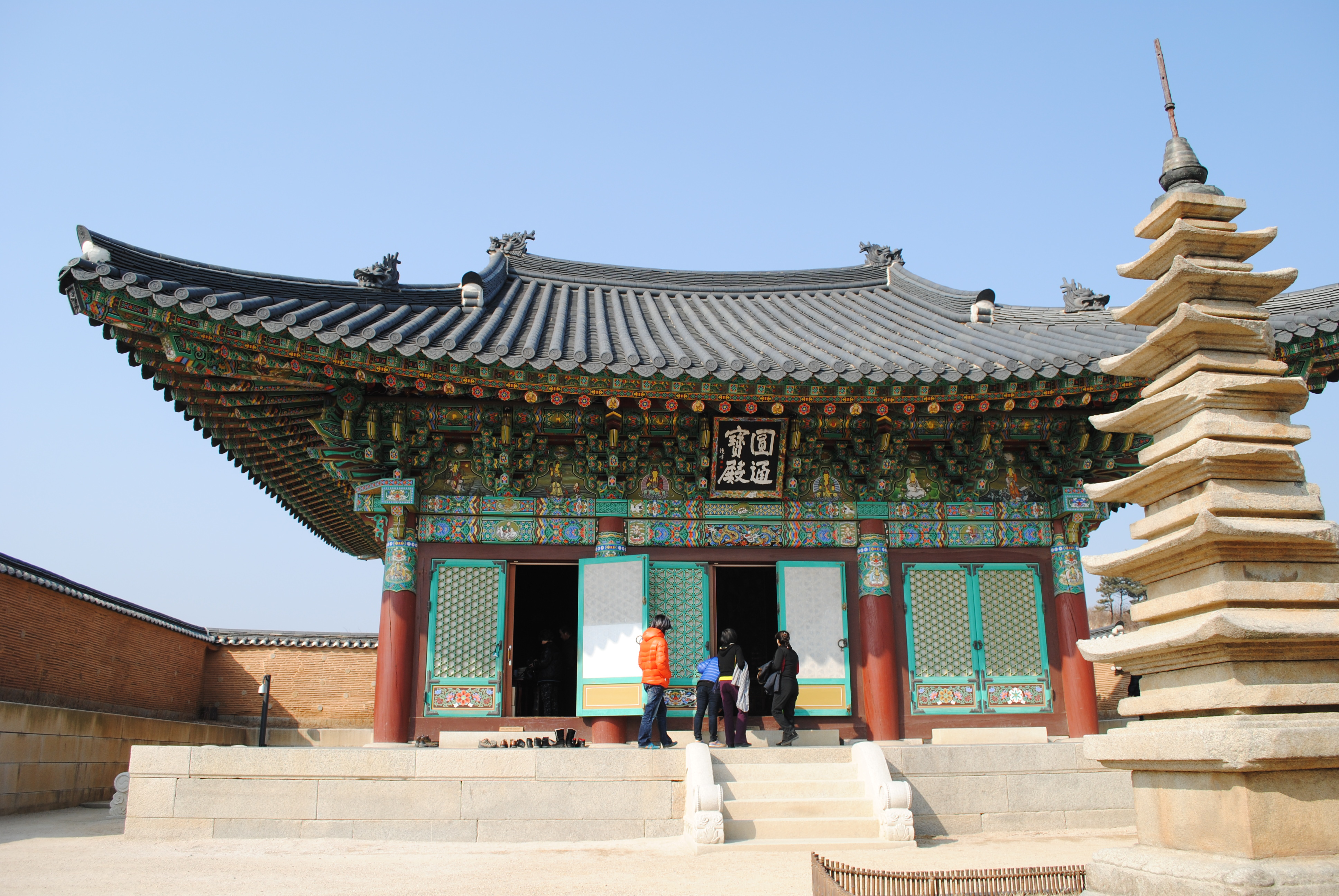
Wontongbojŏn
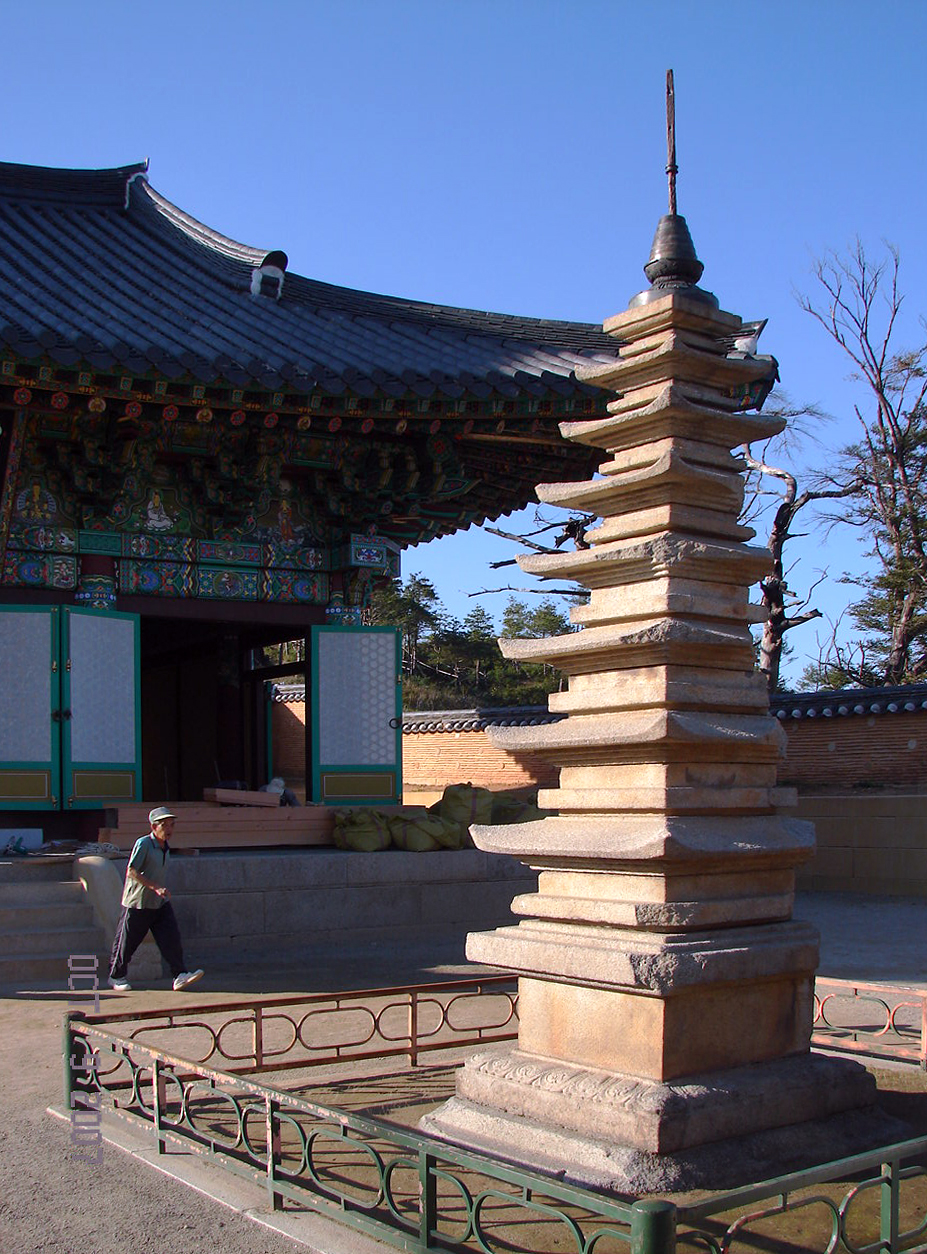
Stupa
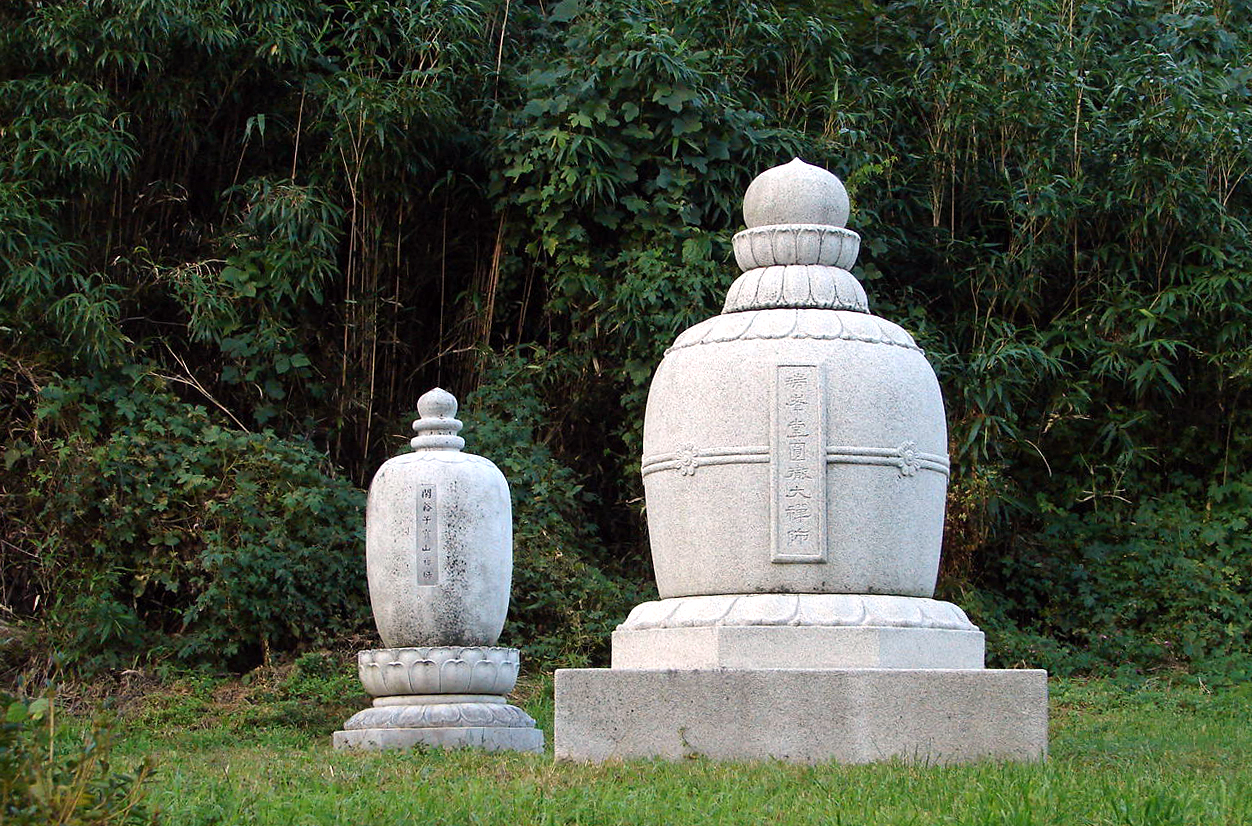
Stupy
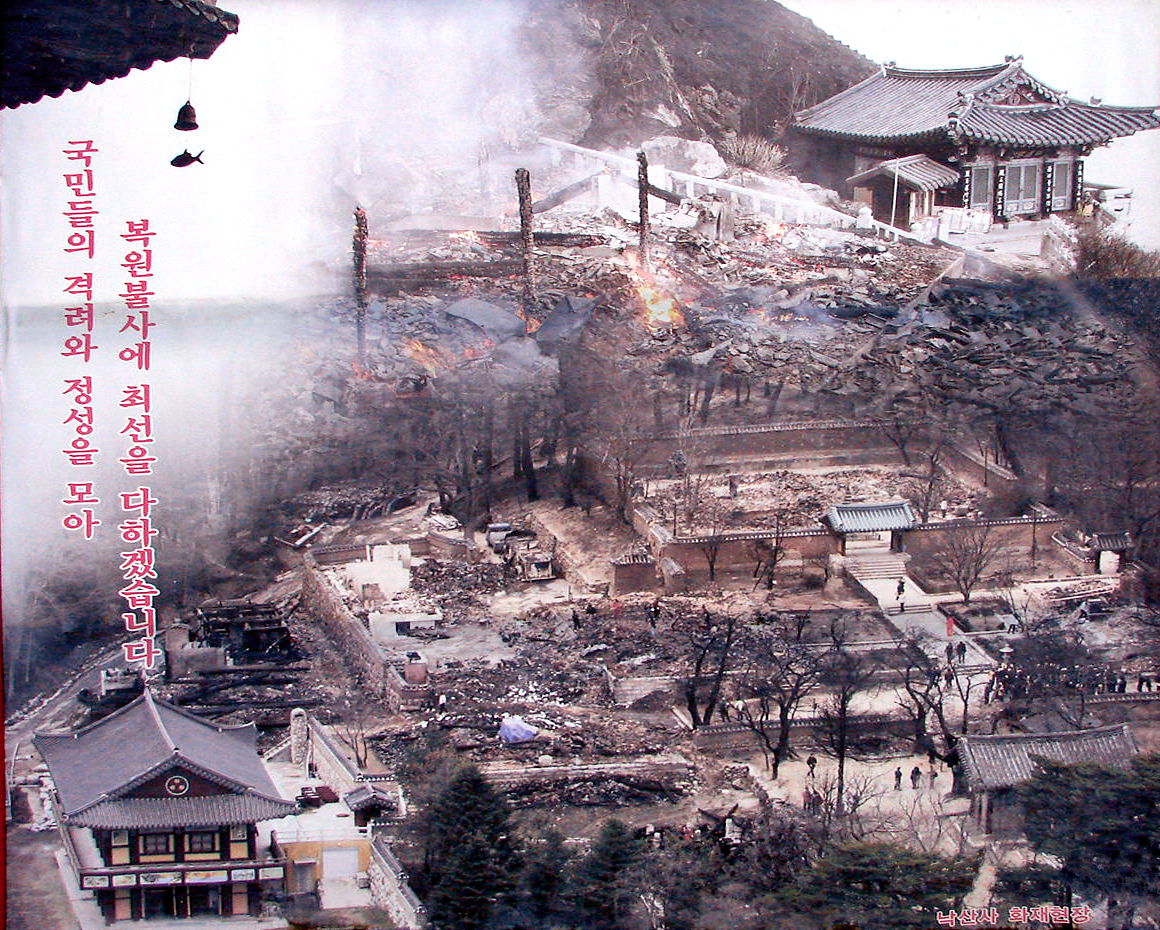
Naksan sa po pożarze w 2005 r.